# Cala d'Aiguablava
Aiguablava és una cala situada al terme municipal de Begur, al Baix Empordà. Al nomenclàtor de 1860 la seva platja hi figurava com pertanyent al terme d'Esclanyà.
La cala es troba a poca distància del nucli urbà de Begur, i és accessible per la carretera GIV-6532; o des de Tamariu, també, per aquesta carretera. Té un aparcament, de pagament a la temporada d'estiu. Per aquesta cala hi passa el sender de gran recorregut GR-92, que segueix tota la línia de la costa.
Al fons de la cala hi ha la platja d'Aiguablava. Té bar, dutxes, hotel, lavabos i socorrista. És de molt poca fondària i de sorres mitjanes i fines. Té una llargada de 87 metres i una amplada de 27 metres.
Al cim de la cala, a la Punta des Mut, s'hi va edificar en la segona part del Segle XX el Parador de Turisme d'Aiguablava, obert el 1966 i renovat el 2020.